# Drosera walyunga
Drosera walyunga ist eine fleischfressende Pflanze aus der Gattung Sonnentau (Drosera). Sie gehört zur Gruppe der sogenannten Zwergsonnentaue und ist im südwestlichen Australien heimisch.

## Beschreibung
Drosera walyunga ist eine mehrjährige, krautige Pflanze. Diese bildet eine flache, kompakte, rosettenförmige Knospe aus Blättern mit einem Durchmesser von etwa 2 cm. Die Sprossachse ist kurz und nur mit wenigen oder keinen welken Blättern der Vorsaison bedeckt.
Die Knospe der Nebenblätter ist eiförmig, glatt, 5 mm lang und 4 mm im Durchmesser an der Basis. Die Nebenblätter selbst sind 4 mm lang, 2 mm breit, 1 mm breit an der Basis und dreilappig. Der mittlere Lappen ist in 2 Segmente geteilt und die Ränder merklich gesägt. Die seitlichen Lappen sind ganzrandig, manchmal auch für eine kurze Strecke an der Spitze geteilt. Die inneren und äußeren Ränder sind gesägt.
Die Blattspreiten sind elliptisch, 3,2 mm lang und 2,5 mm breit. Die längeren Tentakeldrüsen befinden sich am Rand, kürzere in Inneren. Auf der Unterseite sind einige Drüsen zu finden. Die Blattstiele sind 5 mm lang, am Ansatz 0,5 mm lang, erweitern sich auf 0,9 mm in der Mitte und verjüngen sich auf 0,8 mm an der Blattspreite. Teilweise sind sie lanzettlich mit einigen Drüsen auf der Unterseite nahe der Blattspreite, ansonsten unbehaart.
Blütezeit ist Oktober bis November. Die ein, selten auch zwei Blütenstände sind bis zu 9 cm lang und komplett dicht mit Drüsen besetzt. Der Blütenstand ist ein Wickel aus 12 und mehr Blüten an rund 2,5 mm langen Blütenstielen. Die verkehrt eiförmigen Kelchblätter sind 3 mm lang und 1,8 mm breit. Die Ränder sind ganzrandig, die Spitzen unregelmäßig gezähnt. Die Oberfläche ist mit einigen Drüsen besetzt, die Basis ist dicht drüsig. Die Kronblätter sind weiß, blass-rosa oder dunkel-rosa. Sie sind deutlich celloförmig, 8 bis 10 mm lang, 6 mm breit an der Spitze, verjüngen sich auf 3,3 mm in der Mitte, erweitern sich auf 4,5 mm an der Basis und formen dort einen deutlichen, keilförmigen Finger. Die Spitzen sind etwas gekerbt und die Ränder sind ganzrandig.
Die 5 Staubblätter sind 2,5 mm lang. Die Staubfäden sind grünlich weiß, die Staubbeutel weiß mit roten Punkten und die Pollen orange. Der blassgrüne Fruchtknoten ist kreiselförmig, 0,9 mm lang und 1,1 mm im Durchmesser. Die 3, manchmal 4 weißen, Griffel sind an der Basis 0,15 mm im Durchmesser und erweitern sich auf 0,2 mm. An der Oberseite sind sie 0,5 mm lang und an der Unterseite der Narbe 1,2 mm. Die Narben sind peitschenartig und verjüngen sich gleichmäßig von der erweiterten Stelle des Griffel-Narben Segments in Richtung Spitze. Sie sind so arrangiert, dass sich eine nach oben zeigende "Bullenhorn"-Anordnung ergibt. Die Narben sind weiß mit einem Rosaton. Das komplette Griffel-Narben Segment ist 3,5 mm lang.
Typisch für Zwergsonnentaue ist die Bildung von Brutschuppen: Die breit eiförmigen, 1 mm dicken Brutschuppen werden gegen Ende November bis Anfang Dezember in großer Zahl gebildet und haben eine Länge von ca. 1,5 mm und eine Breite von 1 mm.
Die Chromosomenzahl beträgt 2n = 16.

Verbreitung von Drosera walyunga in Australien

## Verbreitung, Habitat und Status
Drosera walyunga kommt nur auf einer kleinen Fläche im äußersten Südwesten Australiens vor. Die Pflanze gedeiht dort auf sandigem weißen Ton mit einer dünnen Schicht Lateritkies in offenen Bereichen in hellem Heideland.
Diese Art wächst in und um winterfeuchten Quellen und Versickerungen innerhalb der Walyunga Nationalparks.
Obwohl die Art zahlreich vorkommt, befindet sich die  einzige bekannte Population im Walyunga National Park.

## Systematik
Der Name "walyunga" bezieht sich auf den Fundort der Pflanze, den Walyunga-Nationalpark.